# Filziger Tabak
Der Filzige Tabak (Nicotiana tomentosa) ist eine Pflanzenart aus der Gattung Tabak (Nicotiana).

## Merkmale
Der Filzige Tabak ist ein Strauch oder kleiner Baum, der Wuchshöhen von (0,6) 2 bis 7 Meter erreicht und ist damit einer der größten Nicotiana-Arten. Die Pflanze ist drüsig behaart (daher der Name tomentosa). Die einfachen Laubblätter sind herablaufend, oval, elliptisch oder linealisch. 
Die zygomorphen Blüten weisen einen Durchmesser von 2,5 bis 3,5 Zentimeter auf. Die verwachsenen Kronblätter sind weiß, rosa oder rot. Die Staubblätter und Stempel ragen weit aus der Kronröhre heraus.
Die Blütezeit reicht von Juli bis August.
Die Chromosomenzahl beträgt 2n = 24.

## Vorkommen
Der Filzige Tabak kommt in Bolivien und Peru an Wegrändern, Gebüschen und Triften vor.

## Nutzung
Der Filzige Tabak wird selten, besonders im Süden, als Zierpflanze in Gruppen, Solitär oder in panaschierten Formen genutzt. Die Art ist seit Ende des 19. Jahrhunderts in Kultur.